# Daniel Buscarlet
Daniel Buscarlet (* 7. März 1898 in Genf; † 25. Mai 1988 ebenda) war ein Schweizer evangelischer Geistlicher.

## Leben

### Familie
Daniel Buscarlet war der Sohn des Arztes Francis Buscarlet (1863–1951) und dessen Ehefrau Jeanne Hélène (1869–1898); er hatte noch zwei Geschwister aus der zweiten Ehe seines Vaters mit Renée Marthe (1876–1960), Tochter des Uhrenhändlers Auguste Daniel Mottu (1832–1903).
Er war mit Marguerite (geb. Delachaux) (1899–1992) verheiratet.

### Werdegang
1916 bestand Daniel Buscarlet seine Matura am Collège de Genève und immatrikulierte sich anschliessend für ein Philosophiestudium an der Universität Genf, dass er bereits nach drei Semestern beendete. Er wechselte an die Freie Theologische Fakultät in Lausanne und erhielt 1922 sein Bakkalaureat in Theologie.
Er wurde 1922 ordiniert und arbeitete nach einer Studienreise nach England und Schottland von 1922 an als Pfarrer im belgischen Marcinelle, bevor er 1931 Pfarrer an der Cathédrale Saint-Pierre in Genf wurde. 1938 wurde er als Moderator Vorsitzender und Betreuer der Pfarrer der Compagnie des pasteurs. 
Nachdem er 1963 in den Ruhestand gegangen war, folgte ihm Bernard Morel.

### Berufliches und Geistliches Wirken
Daniel Buscarlet wurde durch die Schule des Pfarrers Alexandre Vinet geprägt und war für den Genfer Protestantismus bis zu seiner Pensionierung 1963 eine wichtige Leitfigur.
Er verfasste mehrere populärwissenschaftliche Werke zur Geschichte; als großer Liebhaber von Fotografien illustrierte er seine Bücher oft selbst, die teilweise auch ins Deutsche und Englische übersetzt wurden.

### Trivia
Als Nachkomme der Maler Alexandre und Arthur Calame interessierte er sich sehr für die Genfer Malerei des 19. Jahrhunderts.

## Schriften (Auswahl)
- Le message religieux de Pierre Jeannet. Neuchâtel; Paris: Delachaux & Niestlé S.A., 1922.
- L'Amour rédempteur: drame évangélique en 3 actes. Neuchâtel: Delachaux & Niestlé, 1927.
- La Réformation à Genève. Compagnie des Pasteurs, 1936.
- Entrainés et disciplinés au service du Christ: allocution aux proposants. Genève, 1938.
- En pleine tempête: méditation pour le temps de guerre. Genève, 1939.
- Terre de Dieu. Neuchatel: Delachaux & Niestlé, 1944.
- Daniel Buscarlet; Samuel Roller: Enseignement religieux. Genève, 1948.
- Saint-Pierre, cathédrale de Genève: brève esquisse. Genève 1949.
- Le pain vif. Neuchâtel: Delachaux & Niestlé, 1951.
- De Millau a Geneve, Une Famille Du Refuge, Les Buscarlets. Neuchatel: Delachaux & Niestle, 1953.
- Daniel Buscarlet; Paul Wüst: La réformation à Genève. Genève : Publication de la Compagnie des pasteurs, imp. 1955.
- Genève, citadelle de la réforme. Genf: Comité du jubilé Calvinien, 1959.
- Les stalles de La cathédrale Saint-Pierre à Genève. Neuchâtel, Paris, 1963.
- Le Mur de Genève. Neuchâtel, Paris. Delachaux et Niestlé 1965.
- Levez les yeux: Chapiteaux de notre cathédrale. Genève: Ed. de l'Eglise nationale protestante de Genève, 1965.
- La cathédrale de Genève. Neuchâtel; Paris: Delachaux et Niestlé, 1969.
- Une lignée d'artistes suisse: Müntz-Berger, Alexandre et Arthur Calame. Neuchâtel, Suisse: Diffusion, Delachaux et Niestlé, 1969.
- De Millau à Genève: une famille du Refuge, les Buscarlet et leurs descendants. 1983.